# 角川マガジンズ
角川マガジンズ（かどかわマガジンズ、 KADOKAWA MAGAZINES）は、日本の出版社・KADOKAWAのブランドの一つ。テレビ情報誌「ザテレビジョン」、エリア情報誌「ウォーカー」、生活情報誌「レタスクラブ」などのブランドを核に、雑誌・ムック、Webサイト、スマホアプリで情報コンテンツを展開している。
本項では、ブランドカンパニー化以前の株式会社角川マガジンズについても解説する。

## 沿革
- 2007年1月4日 - 株式会社角川グループホールディングス（現・KADOKAWA）から子会社株式会社角川・エス・エス・コミュニケーションズの管理事業を新設分割し、株式会社角川・エス・エス・コミュニケーションズ及び株式会社角川マガジンズ（初代法人）の持株会社として株式会社角川マガジングループを設立[1]。
- 2008年4月1日 - 株式会社角川グループホールディングスからクロスメディア事業ドメインに属する関係会社の管理事業を分社型簡易吸収分割により承継し、株式会社角川マーケティング（初代法人）に商号変更[2]。
- 2009年3月1日 - 子会社株式会社角川ザテレビジョンが株式会社角川クロスメディアを吸収合併し、株式会社角川マーケティング（二代目法人）に商号変更。それに伴い、クロスメディア事業の中間持株会社、株式会社角川マーケティング（初代法人）は、商号を株式会社角川メディアマネジメントに変更[3]。
- 2010年4月1日 - 株式会社角川マーケティング（二代目法人）を吸収合併し、事業持株会社への移行に伴い、商号を株式会社角川マーケティング（三代目法人）に変更[4]。
- 2011年1月1日 - 株式会社角川・エス・エス・コミュニケーションズを吸収合併[5]。
- 2011年2月28日 - 株式会社角川マーケティング（三代目法人）の吸収分割により、子会社株式会社角川マガジンズ（初代法人）を株式会社エンターブレインに譲渡。
- 2011年7月1日 - 株式会社角川マガジンズ（二代目法人）に商号変更。
- 2013年10月1日 - KADOKAWAに吸収合併され、ブランドカンパニーとなる[6]。
- 2015年4月1日 - KADOKAWAがブランドカンパニー制を廃止し、ジャンルごとの事業局に再編。角川マガジンズのブランド自体は存続。
- 2021年8月17日 - KADOKAWAオフィシャルサイト内の角川マガジンズのブランドページが閉鎖[7]。

## 株式会社角川マガジンズ（二代目法人）
2007年1月、株式会社角川グループホールディングスの株式会社角川・エス・エス・コミュニケーションズ管理事業を新設分割し、株式会社角川・エス・エス・コミュニケーションズと株式会社角川マガジンズ（初代法人）の持株会社として株式会社角川マガジングループを設立。
2008年に株式会社角川マーケティングに社名を変更すると共に、角川書店及び角川グループホールディングスから角川ザテレビジョン、角川クロスメディア、角川デジックス、角川モバイル、ムービーゲート、角川メディアハウスなどのクロスメディア系事業会社の経営管理の統括業務を譲受し、角川グループの中間持株会社として、クロスメディア事業全般を統括することになる。
2008年1月、字幕付与機能を持つ動画サービス『kadoTV（カドテレビ）』を開始。
2009年3月1日、株式会社角川メディアマネジメントに商号変更。同時に、子会社の角川ザテレビジョンと角川クロスメディアを合併させ、角川マーケティング（二代目法人）とした。
2010年4月1日付で事業子会社の株式会社角川マーケティング（二代目法人）と合併し、再度株式会社角川マーケティングに商号変更する。この合併により、テレビ情報誌『ザテレビジョン』エリア情報誌『ウォーカー』の編集・発行、情報サイト『ウォーカープラス』『Movie Walker』『webザテレビジョン』の運営、自社及び角川書店（三代目法人）の広告事業を行う事業持株会社となる。
2011年1月1日付で角川・エス・エス・コミュニケーションズを吸収合併し、生活情報誌（『レタスクラブ』）が加わり、2011年7月1日に株式会社角川マガジンズ（二代目法人）に社名変更。
2013年10月1日にKADOKAWAに吸収合併され、ブランドカンパニーとなった。

### 角川マーケティング（二代目法人）
2006年4月1日、株式会社角川書店（二代目法人）の人的新設分割により、テレビ情報事業（『ザテレビジョン』）の編集・発行会社として株式会社角川ザテレビジョンが設立される。同年6月に、角川ザテレビジョンが子会社角川インタラクティブ・メディアを吸収合併し、テレビ番組表の制作・配信業務が追加される。2008年4月1日、株式会社角川マーケティング（後の二代目角川マガジンズ）が親会社となる。
2009年3月1日に、角川ザテレビジョンが角川クロスメディアを吸収合併し、株式会社角川マーケティング（二代目法人）に商号変更。エリア情報誌『ウォーカー』の編集・発行、地域情報サイト『ウォーカープラス』の運営、広告事業などが追加される。2010年4月1日、持株親会社株式会社角川メディアマネジメント（後の二代目角川マガジンズ）に吸収合併され解散。

#### 角川インタラクティブ・メディア
1999年12月に、角川書店のコンテンツのデジタルデータベース化（テレビ番組表データの制作・配信）を手がける子会社として株式会社角川インタラクティブ・メディアを設立。当初は角川書店のほか住友商事、東芝、トランスコスモス、主婦の友社も出資。同社は、2004年7月から「ザテレビジョン」等のテレビ情報誌3誌に関する編集業務を、角川書店雑誌事業部から受託する。2006年4月に角川ザテレビジョンが親会社となり、同年6月に角川ザテレビジョンに吸収合併され解散。

#### 角川クロスメディア
2006年4月1日、株式会社角川書店（二代目法人）の人的新設分割により、ウォーカー事業部、広告事業部、ダイレクトマーケティング事業部等の継承会社として株式会社角川クロスメディア（かどかわクロスメディア、KADOKAWA X MEDIA CO.,LTD.、略称KXM）が設立。同年6月には株式会社ウォーカープラスと株式会社角川書店北海道を吸収合併。2008年4月1日、株式会社角川マーケティング（後の二代目角川マガジンズ）が親会社となる。2009年3月、角川ザテレビジョンに吸収合併され解散。
角川クロスメディアは、主に『Tokyo Walker』などの地域情報誌などの編集・発行や旧角川書店グループの広告事業、『ウォーカープラス』などのインターネットによるオリジナルコンテンツの展開、通販事業、カスタムマガジン事業を行っていた。事業コンセプトは「興味喚起・行動喚起・行動支援」

##### ウォーカープラス
2000年2月21日に、角川書店、米Ticketmaster Online-CitySearch,Inc.、JCB、住友商事、トランス・コスモス、主婦の友社の出資により、地域ポータルサイトを運営する新会社として株式会社ウォーカープラス・ドット・コムを設立。2004年2月、社名を株式会社ウォーカープラスに変更。2005年9月子会社株式会社ムービータイムを設立。2006年4月に角川クロスメディアが親会社となり、同年6月に角川クロスメディアに吸収合併され解散。
株式会社ウォーカープラスは、地域情報サイト『ウォーカープラス』から始まり、映画情報サイト『MovieWalker』、グルメ情報サイト『グルメWalker』、結婚情報サイト『WeddingWalker』、出前情報サイト『宅配Walker』、旅情報サイト『TravelWalker』、占いサイト『占いWalker』、ヘアサロン情報サイト『SalonWalker』、部屋探しサイト『RoomWalker』の領域に拡大。『ウォーカーオンラインストア』（後の角川オンラインショップ）を開設し通販事業にも参入した。

##### 角川書店北海道
2000年3月2日に、都市情報誌『北海道ウォーカー』を編集・発行する角川書店の完全子会社として北海道札幌市中央区に設立。2006年4月に角川クロスメディアが親会社となり、同年6月に角川クロスメディアに吸収合併され解散。『北海道ウォーカー』の他に、時を遊ぶ大人のマガジン『グランジェ』（北海道新聞社と共同）、ガイドブック『BIGRUN北海道』を刊行。

### 角川・エス・エス・コミュニケーションズ
1983年にセゾングループの出版社として設立。2001年8月に角川グループ傘下入り。2007年1月4日に、株式会社角川グループホールディングスの会社分割により株式会社角川SSコミュニケーションズの管理事業を株式会社角川マガジングループに移管。2011年1月1日株式会社角川マガジンズ（二代目法人）に吸収合併され解散。

## 株式会社角川マガジンズ（初代法人）
角川マガジンズ（初代法人）は、雑誌『花時間』『CDでーた』『DVDでーた』、ムック・書籍等の編集・発行会社（2007年の設立から2009年までの発売元は角川SSコミュニケーションズ、2009年から2011年の発売元は、角川グループパブリッシング）。
2007年1月4日に、株式会社角川書店（二代目法人）雑誌事業部（CDでーた、DVDでーた、花時間）の新設分割により、株式会社角川マガジングループ（後の二代目角川マガジンズ）の100％子会社株式会社角川マガジンズ（初代法人）として設立。2011年2月28日株式会社角川マーケティング（後の二代目角川マガジンズ）から吸収分割により株式会社エンターブレインへ親会社が異動した上で、翌日の3月1日に株式会社エンターブレインに吸収合併され解散。2009年9月から解散までの角川マガジンズ（初代法人）社長は、角川マガジンズ（二代目法人）社長の太田修である。

## 営業所
- 五番町オフィス：東京都千代田区五番町3-1（五番町グランドビル3～6F）
- 北海道オフィス：北海道札幌市中央区北2条西4-1（北海道ビルヂング）
- 横浜オフィス：神奈川県横浜市西区みなとみらい2-3-5（クイーンズタワーC）
- 東海オフィス：愛知県名古屋市中区栄5-28-19（アルティメイトタワー栄V 7F）
- 関西オフィス：大阪府大阪市西区江戸堀2丁目1-1（江戸堀センタービル15F）
- 九州オフィス：福岡県福岡市博多区中洲中島町2-3（福岡フジランドビル12F）

## 主な出版物
主に老舗テレビ雑誌「ザテレビジョン」や、旧角川クロスメディアから引き継いだ「○○ウォーカー」（○○ Walker（○○は地区名））などの都市情報系雑誌を手がけている。

### テレビ情報誌
- ザテレビジョン（首都圏版、関西版、中部版、北海道・青森版、秋田・岩手・山形版、宮城・福島版、長野・新潟版、静岡版、富山・石川・福井版、岡山・四国版、広島・山口東・島根・鳥取版、福岡・佐賀・山口西版、熊本・長崎・沖縄版、鹿児島・宮崎・大分版）
- 月刊ザテレビジョン（首都圏版、関西版、中部版、北海道版、福岡・佐賀版、広島・岡山・香川版）
- スカパー!ザテレビジョン 月刊大人ザテレビジョン - スカパー!契約者及びKADOKAWA online shopのみの販売

### エリア情報誌
2015年12月現在、日本国内6地区と海外2地区、計8地区版が刊行されている。台北版は台湾国際角川書店が発売している。
隔週刊
- 関西ウォーカー（Kansai Walker）

月刊
- 東京ウォーカー（Tokyo Walker） - 販売当初は隔週刊だったが、2015年6月発行分より月刊に変更。

ムック
- 東海ウォーカー（Tokai Walker） - 販売当初は隔週刊だったが、2013年4月発行分より月刊に変更。2017年10月号をもって休刊し、ムックに移行。
- 横浜ウォーカー（YOKOHAMA Walker） - 販売当初は隔週刊だったが、2013年4月発行分より月刊に変更。2018年1月号をもって休刊し、ムックに移行。
- 九州ウォーカー（Kyushu Walker）- 2009年6月9日発売号をもって休刊し、月刊誌の「福岡ウォーカー」に刷新。2017年ムックとして復活。
- 北海道ウォーカー - 2009年6月20日発売号より月刊化。2012年1月20日発売号をもって月刊での発行終了し季刊化。2015年春号をもって休刊し、ムックに移行。
- ファミリーウォーカー（Family Walker） - 家族で楽しめるイベント、おすすめスポットを紹介。関東・関西・東海・九州・北海道の5地区で刊行、関東以外は先頭に地区名が入る。旧KXM時代は夏休みなどに不定期刊行していたが、2009年6月に月刊として正式創刊。2010年7月号で東海・九州・北海道の各版は休刊となり、関東・関西版も2010年12月発売号をもって月刊での発行を終了。2011年3月より関西ファミリーウォーカーが季刊化。関西ファミリーウォーカーも2018年4月号をもって休刊し、ムックに移行。
- 千葉ウォーカー（Chiba Walker）- 1999年創刊。2009年3月31日発売号を最後に休刊。2009年から2013年までは東京ウォーカーの増刊誌。2014年からムックに移行。
- 街角ウォーカー - 毎号1地域にしぼって特集。正式タイトルは「○○○ Walker」（○○○は地域名が入る。例えば大田区の場合は「大田区Walker」となる）

休刊
- 福岡ウォーカー - 2009年6月20日創刊。2017年6月号で休刊し、ムック「九州ウォーカー」に刷新

### 生活情報誌
月刊
- レタスクラブ
- 3分クッキング
- 3分クッキングCBCテレビ版

### その他の雑誌
ムック
- 別冊カドカワ
- グラビアザテレビジョン
- 角川SSCムック

移管
- 毎日が発見

休刊
- 俳句研究
- めしとも - これまで隔月で発売していた「大人のウォーカー」をリニューアルし、2009年5月13日に創刊された、首都圏在住のアラフォー世代に向けたグルメ情報雑誌。2010年12月発売号をもって休刊した。

### 各種書籍
- 角川SSC新書
- 毎日が発見ブックス
- ギネス世界記録（2011年版より2014年版まで） - 角川アスキー総合研究所に移管。

### カスタムマガジン
- ザテレビジョン日本生命版 - ザテレビジョンのカスタム版。日生版と略されることもある。日本生命セールスレディが配送する。
- TSUTAYA CLUB MAGAZINE - TSUTAYA店頭で配布。「DVDでーた」編集部協力による。
- WOWOW MAGAZINE - WOWOW加入者向けの情報誌
- J:COM MAGAZINE - ジュピターテレコム（J:COM）加入者向けの情報誌
- ハイウェイウォーカー（Highway Walker） - NEXCO東日本協力によるロードマップ付きフリー情報誌。エリア内の高速道路サービスエリアにて配布されている。

## 旧・関連会社

### 旧・子会社
- 株式会社ムービータイム（現・株式会社角川アップリンク）
- 株式会社角川メディアハウス
- 株式会社角川デジックス（現・角川アスキー総合研究所）
- 株式会社K.Sense（現・株式会社毎日が発見）

### 旧・持分法適用会社
- 株式会社キッズネット
- 株式会社ティー・ゲート

## テレビ番組
- 日経スペシャル ガイアの夜明け フリーペーパー協奏曲～拡大する“0円雑誌”の仕掛け人たち～（2006年11月21日、テレビ東京）[13] - 「ハイウェイウォーカー」を取材。